# Syzeuctus diplolepis
Syzeuctus diplolepis är en stekelart som beskrevs av Henry Keith Townes, Jr. 1978. Syzeuctus diplolepis ingår i släktet Syzeuctus och familjen brokparasitsteklar. Inga underarter finns listade i Catalogue of Life.